# 家族辦公室

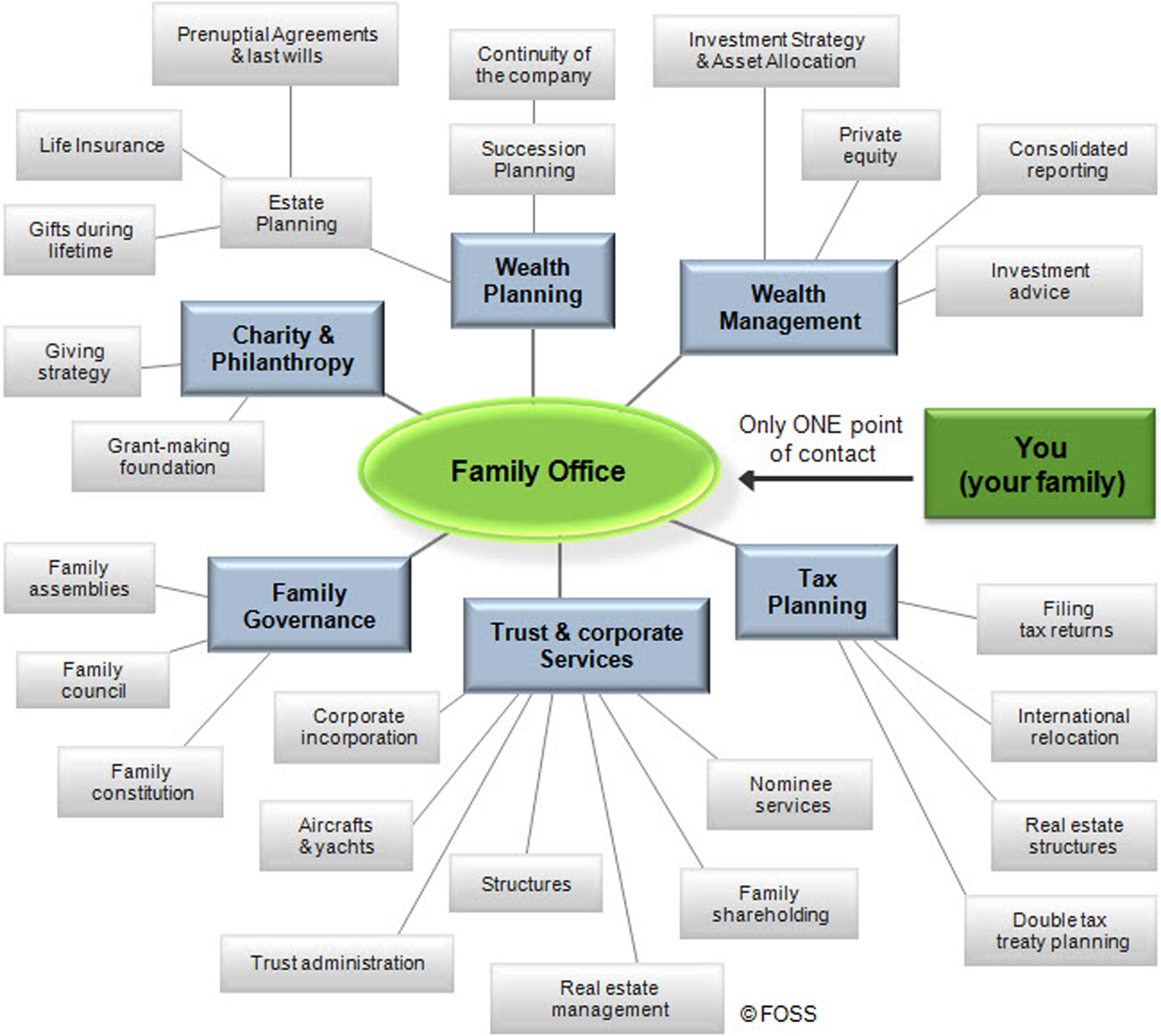
家庭办公室所提供的服務

家族办公室是指專門为富裕家族（此類家族一般其可用於投资的资产超过1亿美元）提供投资管理和财富管理的私人公司，家族办公室的目的是幫助富裕家族实现财富的跨代增长。家族辦公室的理财资金來源為家族的自有資金。

## 簡介
19世紀末，美國的石油大亨洛克斐勒家族首次開創了家族辦公室，此後一直到20世紀的80年代開始，家族辦公室愈來愈受歡迎，
根據Mordor Intelligence的研究，截至2019年第二個季度，全球的家族辦公室數量達到7,300個，較2018年同期成長了38%。
在地區分佈上，家族辦公室的分佈以北美為最大宗，佔42%，其次為歐洲31.5%、亞洲17.8%。

## 服務範圍
家族辦公室主要有十個服務範圍。
1.     風險管理
2.     稅務規劃
3.     房產規劃
4.     顧問服務
5.     遺產規劃
6.     財富教育
7.     資產投資
8.     生活管理
9.     慈善規劃
10.  現金管理